# Олейников, Николай Николаевич
Никола́й Никола́евич Оле́йников (28 сентября 1941 — 15 января 2005) — советский и российский химик, доктор химических наук (1988), профессор кафедры неорганической химии химического факультета МГУ (1992), член-корреспондент РАН (май 2000), действительный член Всемирной академии керамики (IAC) (1997), РАЕН (2002) и Нью-Йоркской академии наук. Крупный специалист в области химии и технологии керамических материалов со специальными свойствами (ферритов, ВТСП, материалов для высокотемпературных кислородпроводящих мембран).

## Биография
Николай Николаевич Олейников родился 28 сентября 1941 года в г. Москве. С девятого класса занимался в школьном химическом кружке при химическом факультете МГУ. Учился на химическом факультете МГУ 5,5 лет. Окончил химфак МГУ, будучи в группе радиохимиков, в 1963 году. Первые шаги в науке Н.Н. совершил на кафедре общей химии под руководством профессора К.Г. Хомякова. С 1963 г. по 1979 г. работал в лаборатории физико-химического анализа кафедры общей химии. В 1967 году защитил кандидатскую диссертацию, сильной стороной которой было описание ферритов с термодинамических позиций с использованием развитых методов расчёта термодинамических свойств, поскольку на тот момент ещё только устанавливалась идеология о нестехиометрии сложных оксидов. Однако в работе было и немало находок в экспериментальной части. В 1979 г. вместе с лабораторией криохимической технологии, руководимой Ю.Д. Третьяковым,  перешёл на кафедру химической технологии, а в 1988 г. вместе с лабораторией Ю.Д. Третьякова перешёл на кафедру неорганической химии. Лаборатория криохимической технологии переименовалась в лабораторию неорганического материаловедения. Тогда же, в 1988 г., защитил докторскую диссертацию, основанную на синтетической химии вокруг сложных оксидных систем. С 1992 г. – профессор кафедры неорганической химии Химического факультета МГУ. С 1995 г. – член-корреспондент РАЕН. С 24 мая 2000 г. – член-корреспондент РАН по отделению физикохимии и технологии неорганических материалов, а ещё через два года – академик РАЕН.
Умер 15 января 2005 года. Похоронен на Троекуровском кладбище в Москве.

## Научная деятельность
Ещё в студенческие годы Н. Н. Олейникова увлекли две совершенно разные тематики, которые долгие годы оставались его основными направлениями исследований: совершенствование методов обработки термодинамических данных и создание воспроизводимого метода синтеза ферритов.
В 1967 году под руководством академика Ю. Д. Третьякова защитил кандидатскую диссертацию по теме «Исследование равновесных условий образования однофазных шпинельных структур в некоторых ферритообразующих системах» .
В начале 1970-х годов погрузился в твердофазную кинетику, которая стала одной из его долговременных тематик. Изучал фазовые равновесия в системах Fe-Mn-O, Fe-Li-O при различных концентрациях и давлениях кислорода, процессы организации твердофазных реакционных систем и возникновение явлений самоорганизации. Тогда же Н. Н. Олейников вместе с А. П. Можаевым провёл колоссальную работу по изучению закономерностей, механизмов и тонкостей криохимического метода синтеза. Внёс важнейший вклад в разработку технологии получения магнитной и сверхпроводящей керамики криохимическим методом (сушкой и замораживанием).
В конце 1980-х лаборатория, в которой работал Н.Н., занялась исследованием химии ВТСП. Основной задачей Олейникова в то время также была разработка методов синтеза сложных купратов с заданными структурно-чувствительными свойствами. Самое большое внимание его было приковано к влиянию фазового состава реакционной смеси на механизм образования ВТСП-фазы и свойства ВТСП, исследованию их деградации и поиск методов её устранения. Олейников исследовал влияние физико-химических воздействий на состав поверхности ВТСП-плёнок и керамики, разработал физико-химические основы термической обработки ВТСП. В 1988 году защитил докторскую диссертацию по теме «Закономерности ферритообразования в процессах получения магнитных материалов с заданными составом, микроструктурой и свойствами».
Ещё одной долговременной тематикой научных исследований Н.Н. была идея об эффекте топохимической памяти, которую он развивал в последние годы. Она основана на наследовании способов получения при получении твердофазной структуры. Данный эффект был привлекателен для его использования в организации сферы проведения реакции.

## Педагогическая деятельность
Н.Н. Олейников играл одну из основных ролей в становлении Факультета наук о материалах (ФНМ) МГУ. Некоторое время вместе с доцентом кафедры неорганической химии Химического факультета, к.х.н. Галиной Николаевной Мазо курировал 12-ю специализированную группу «Перспективные процессы и материалы» Химического факультета МГУ. Выступал в качестве одного из лекторов в Школе молодых ученых Химического факультета МГУ «Перспективные материалы и процессы».
Н.Н. Олейников читал ряд материаловедческих курсов студентам старших курсов ФНМ МГУ, в т.ч. «Термодинамические расчёты в химии» (студентам 5 курса), лекции по методам синтеза керамических материалов, кинетике и механизмам твердофазных реакций. Во время командировок Ю.Д. Третьякова заменял его, читая общий курс лекций по неорганической химии студентам первого курса химического факультета МГУ.

## Основные труды
Автор более 250 научных работ, 15 патентов и авторских свидетельств на изобретения.
Основные монографии:
- «Физико-химические основы термической обработки ферритов», Олейников Н.Н., Третьяков Ю.Д., Граник В.А., 1973 г.
- «Основы криохимической технологии», Олейников Н.Н., Третьяков Ю.Д., Можаев А.П., изд-во «Высшая школа», 1987 г.
- «Cryochemical Technology of Advanced Materials», Третьяков Ю.Д., Олейников Н.Н., Шляхтин О.А., изд-во «Chapman and Hall», 1997 г.
- «Конкурсный экзамен по химии. МГУ’98», Кузьменко Н.Е., Еремин В.В., Чуранов С.С., Осин С.Б., Зык Н.В., Олейников Н.Н., изд-во Химический факультет МГУ, 1998 г., 61 с.
- «Конкурсный экзамен по химии. МГУ-99», Кузьменко Н.Е., Еремин В.В., Зык Н.В., Середа Г.А., Чуранов С.С., Осин С.Б., Путилин Ф.Н., Олейников H.Н., изд-во Химический факультет МГУ, 1999 г., 64 с.
- «Химия. Основные алгоритмы решения задач. Учебное пособие для поступающих в вузы», Олейников Н.Н., Муравьёва Г.П., под ред. Третьякова Ю.Д., изд-во Физматлит, 2003 г., 271 с.
- «Программы спецкурсов по выбору для студентов и аспирантов, специализирующихся на кафедре неорганической химии», Кауль А.Р., Шпанченко Р.В., Кнотько А.В., Миронов А.В., Горбенко О.Ю., Путляев В.И., Абакумов А.М., Словохотов Ю.Л., Казин П.Е., Баранов А.Н., Кузнецов А.Н., Добрынина Н.А., Поповкин Б.А., Зломанов В.П., Гаськов А.М., Яшина Л.В., Суздалев И.П., Лукашин А.В., Третьяков Ю.Д., Олейников H.Н., Кузьмина Н.П., Дроздов А.А., Киселёв Ю.М., Чурагулов Б.Р., изд-во Химический факультет МГУ, 2004 г., 64 с.
- «Химия. Алгоритмы решения задач и тесты. Учебное пособие для прикладного бакалавриата. 3-е изд. испр. и доп.», Олейников Н.Н., Муравьёва Г.П., изд-во Юрайт, 2018 г., 249 с.

## Общественная деятельность
Был активным членом самодеятельности Химического факультета МГУ, выступал на днях рождения факультета с театральными номерами. Пик его активности приходился на 1960-е годы. Руководил одним из двух строительных отрядов, организованных летом 1963 года на химическом факультете МГУ. В 1970-е годы работал в редакции стенной газеты химфака МГУ «Советский химик».

## Звания и награды
Звания:
- Почётный работник высшего профессионального образования Российской Федерации (2001).

Премии, награды:
- Государственная премия Российской Федерации (2003);
- Грант «Соросовский профессор» (неоднократно)
- Почётная золотая медаль «Академик Николай Семёнович Курнаков»
- Медаль «В память 850-летия Москвы» (1997)

## Память
В память о Н.Н. Олейникове его учениками, друзьями и коллегами были собраны воспоминания о нём в монографии «Николай Николаевич Олейников. Каким мы его помним».
В 2006 году учениками Н.Н. совместно с ФНМ МГУ и кафедрой неорганической химии химического факультета МГУ была учреждена премия имени члена-корреспондента РАН, профессора МГУ Н.Н. Олейникова за исследования в области химии твердого тела и наноматериалов студентам младших курсов (1-3).
В честь Н.Н. Олейникова названа аудитория № 215 на Факультете наук о материалах (ФНМ) МГУ.

## Увлечения
Н.Н. увлекался литературой и поэзией, музыкой, очень любил спорт.
Написал сборник стихотворений «Из истории развития сверхпроводимости» о знаковых фигурах в пору открытия ВТСП со своими же иллюстрациями.
Рядом с его рабочим столом на факультете стояла двухпудовая гиря, которую Н.Н. регулярно поднимал.

## Источники

Могила Н. Н. Олейникова на Троекуровском кладбище Москвы

## Коллеги о Н.Н. Олейникове
« <…> Мне трудно (а, пожалуй, и невозможно ) назвать другого человека, который был бы в такой же степени моим единомышленником, как Н.Н. Олейников. Он воспринимал с исключительным энтузиазмом любые новации, будь то создание новой учебной группы на химическом факультете, нового факультета наук о материалах в МГУ или новой лаборатории химической синергетики в ИОНХ’е им . Н.С. Курнакова. Н.Н. Олейников был человеком многосторонних талантов – он любил и хорошо знал литературу и музыку, писал стихи, был душой любой компании. <…> » – научный руководитель Н.Н. Олейникова, академик РАН, Ю.Д. Третьяков
« <…> Без сомнения, он был душой многих студенческих мероприятий и застолий. Его благожелательность позволяла снизить активационный барьер, всегда существующий между перво- и старшекурсниками. <…> » – друг и коллега Н.Н. Олейникова, к.х.н. Ю.Г. Метлин
« <…> Нельзя дважды войти в воду быстротекущей реки. Нельзя сохранить костер без дров. Но и могучая река, и яркий костер запоминаются надолго, как цветные сны детства, даже если река поменяла русло, а костер погас. Для многих из нас Николай Николаевич был и тем и другим – и огнем, и водой. Он был разный, но всегда оказывался кому-то нужным в трудной ситуации. Наверное, он не был таким же великим человеком, как, скажем, Наполеон или Аристотель. Он был профессором МГУ и «просто» хорошим человеком, хранителем университетского духа, и традиций своего поколения. Таким он запомнился и таким надолго останется в нашей памяти и в делах своих учеников <…> » – ученик и аспирант Н.Н. Олейникова, член-корреспондент РАН, Е.А. Гудилин.